# Bruno Edan
Bruno Edan est un peintre et poète français, né le 12 avril 1957 à Paramé (aujourd'hui fusionnée avec Saint-Malo) et mort le 12 février 1981 à Paris.

## Biographie
Bruno Edan est originaire d'une famille de souche bretonne : gallo par son père, médecin à Dol-de-Bretagne ; bretonnant par sa mère, originaire de Tréguier. Souffrant d'asthme, Bruno Edan passe une enfance plutôt solitaire. Il fait un long séjour à la montagne de janvier 1970 à juillet 1972.
Il entre à l'école régionale des beaux-arts de Rennes en 1974. Il suit le cycle complet des études d'art, et obtient son diplôme en 1979 dans l'atelier de Pierre Antonuicci.
Il fait un séjour en Côte d'Ivoire en août 1977, où il découvre l'art africain.
Il est accueilli à l'université de Californie à Berkeley par son oncle Karl Kasten (en), enseignant d'art, d'octobre 1979 à février 1980. Il entre en octobre 1980 à l’École nationale supérieure des beaux-arts de Paris dans l'atelier d'Olivier Debré qui évoquera : « il avait les dons les meilleurs, les plus grands, mais il savait son destin marqué dès son enfance pour une tragique, trop proche et trop brutale fin ».
Il meurt d'une crise d'asthme le 12 février 1981 à Paris.
À son décès, sa mère récolta des témoignages et organisa à l'École nationale supérieure des beaux-arts, avec le concours de ses anciens maîtres, une rétrospective de ses œuvres et fit publier le recueil de ses poèmes Jusqu'à ce que les ténèbres aux Éditions Jalons. Elle avait su très tôt détecter chez son fils une sensibilité artistique, le conforter et l'orienter dans cette voie[réf. nécessaire].

## Expositions

### Expositions personnelles
- Œuvres de Bruno Edan (1957-1981), salle du conseil, École nationale supérieure des beaux-arts, Paris, juillet 1981.
- Bruno Edan - Rétrospective, Galerie André-Malraux, Maison de la culture de Rennes, octobre-novembre 1983.
- L'urgence de peindre - Rétrospective du peintre Bruno Edan, salle Nominoë, Dol-de-Bretagne, mai-juin 2017[4].

### Expositions collectives
- Fêtes du centenaire des écoles d'art - Hommage aux artistes disparus, école régionale des beaux-arts de Rennes, avril-mai 1985.

## Réception critique
- « L'éphémère de son existence le poussait vers l'éternel... Son émotion ne pouvait qu'être sincère devant la dure réalité de la vie. Il y avait une palpitation intense de tout son être qui se traduisait immédiatement dans ce qu'il créait.. Il mettait une sensibilité sensuelle et charnelle qui donnait vie aux tons les plus vifs, il avait un sens du raffinement, de la juste opposition exacte des tons... Il y avait dans son expressionnisme une sincérité indispensable... Il avait également un dessin très juste, une harmonie dans les courbes, dans les lignes, dans les droites souvent vives et fortes... Bruno Edan a, dans son court et tragique destin, vraiment incarné le génie même d'un artiste. » - Olivier Debré[3]

## Collections publiques
- Dol-de-Bretagne, collections municipales : Christ et Vierge de la Nativité, peintures.

## Publications
- Jusqu'à ce que les ténèbres, Collection Jalons, éditeur Barré-Dayez, 1983.

## Pour approfondir